# Olympische Sommerspiele 1996/Teilnehmer (Nordkorea)
| Gelbes Symbol für Goldmedaillen mit stilisierten Olympischen Ringen | Graues Symbol für Silbermedaillen mit stilisierten Olympischen Ringen | Braundes Symbol für Bronzemedaillen mit stilisierten Olympischen Ringen |
| ------------------------------------------------------------------- | --------------------------------------------------------------------- | ----------------------------------------------------------------------- |
| 2                                                                   | 1                                                                     | 2                                                                       |

Nordkorea nahm an den Olympischen Sommerspielen 1996 in Atlanta, USA, mit einer Delegation von 24 Sportlern (15 Männer und neun Frauen) teil.

## Medaillengewinner
Mit zwei gewonnenen Gold-, einer Silber- und zwei Bronzemedaillen belegte das nordkoreanische Team Platz 33 im Medaillenspiegel.

### Gold
| Name        | Sportart | Wettkampf                  |
| ----------- | -------- | -------------------------- |
| Kye Sun-hui | Judo     | Frauen, Superleichtgewicht |
| Kim Il-ong  | Ringen   | Papiergewicht, Freistil    |

### Silber
| Name          | Sportart     | Wettkampf     |
| ------------- | ------------ | ------------- |
| Kim Myong-nam | Gewichtheben | Leichtgewicht |

### Bronze
| Name        | Sportart     | Wettkampf               |
| ----------- | ------------ | ----------------------- |
| Jon Chol-ho | Gewichtheben | Mittelgewicht           |
| Ri Yong-sam | Ringen       | Bantamgewicht, Freistil |

## Teilnehmer nach Sportarten

### Boxen
- Hoe Jong-jil
Bantamgewicht: 17. Platz

- Ri Chol
Leichtgewicht: 17. Platz

### Gewichtheben
- Kim Myong-nam
Leichtgewicht: Silber

- Jon Chol-ho
Mittelgewicht: Bronze

### Judo
- Kye Sun-hui
Frauen, Superleichtgewicht: Gold

### Leichtathletik
- Kim Jung-won
Marathon: 38. Platz

- Kim Jong-su
Marathon: 40. Platz

- Jong Song-ok
Frauen, Marathon: 20. Platz

- Kim Chang-ok
Frauen, Marathon: 26. Platz

### Ringen
- Kang Yong-gyun
Papiergewicht, griechisch-römisch: 4. Platz

- Kim Il-ong
Papiergewicht, Freistil: Gold

- Ri Yong-sam
Bantamgewicht, Freistil: Bronze

### Schießen
- Kim Man-chol
Laufende Scheibe: 18. Platz

### Tischtennis
- Li Gun-sang
Einzel: 17. Platz
Doppel: 17. Platz

- Choi Kyong-sob
Einzel: 33. Platz
Doppel: 17. Platz

- Kim Song-hui
Einzel: 33. Platz

- Kim Hyon-hui
Frauen, Einzel: 5. Platz
Frauen, Doppel: 9. Platz

- Tu Jong-sil
Frauen, Einzel: 9. Platz
Frauen, Doppel: 9. Platz

- Kim Hyang-mi
Frauen, Einzel: 17. Platz
Frauen, Doppel: 17. Platz

- Son Mi
Frauen, Doppel: 17. Platz

### Turnen
- Pae Gil-su
Einzelmehrkampf: 84. Platz in der Qualifikation
Barren: 94. Platz in der Qualifikation
Boden: 93. Platz in der Qualifikation
Pferdsprung: 93. Platz in der Qualifikation
Reck: 94. Platz in der Qualifikation
Ringe 102. Platz in der Qualifikation
Seitpferd: 14. Platz in der Qualifikation

### Wasserspringen
- Choe Hyong-gil
Turmspringen: 15. Platz

- Ri Ok-rim
Frauen, Kunstspringen: 22. Platz
Frauen, Turmspringen: 23. Platz

- Choe Myong-hwa
Frauen, Turmspringen: 13. Platz